# Racija
Glej tudi Racija (slovenska punk skupina)
Racija v nekaterih sodobnih političnih režimih predstavlja nenadno masovno aretacijo določenih ljudi, ki se navadno nahajajo na isti geografski točki (mesto, javni shod, gostinski obrati, ...). Racijo običajno izvajata organa oblasti, policija ali vojska. Izraz racija je v slovenščino prešel preko evropskih jezikov (italijanščina, nemščina, francoščina: razzia) iz arabskega ġāziya = غزو), kar pomeni napad oziroma vojaški poseg.